# Rabih Alameddine
Rabih Alameddine (in arabo ربيع علم الدين‎?; Amman, 1959) è uno scrittore e pittore libanese naturalizzato statunitense.

## Biografia
Nato ad Amman, in Giordania, nel 1959, vive e lavora tra San Francisco e Beirut.
Di genitori libanesi, è cresciuto tra il Kuwait e il Libano e ha compiuto gli studi nel Regno Unito e negli Stati Uniti laurenadosi in ingegneria all'UCLA e ottenendo un MBA all'Università di San Francisco.
Dopo aver studiato psicologia clinica, ha intrapreso l'attività di pittore (esponendo a New York e Londra), prima di esordire nella narrativa nel 1998 con il romanzo in forma di vignette Koolaids: The Art of War.
Autore eclettico di una raccolta di racconti e sei romanzi a volte meta-narrativi (Io, la divina del 2001 ad esempio è composto di soli capitoli primi), ha ricevuto numerosi riconoscimenti tra i quali il Prix Femina Étranger nel 2016 per La traduttrice.

## Opere

### Romanzi
- Koolaids: The Art of War (1998)
- Io, la divina (I, the Divine: A Novel in First Chapters, 2001), Milano, Bompiani, 2015 traduzione di Licia Vighi ISBN 978-88-452-7828-0.
- Hakawati: il cantore di storie (The Hakawati), Milano, Bompiani, 2008 traduzione di Marina Rotondo con Francesco Nitti ISBN 978-88-452-6129-9.
- La traduttrice (An Unnecessary Woman), Milano, Bompiani, 2013 traduzione di Licia Vighi ISBN 978-88-452-7288-2.
- L'angelo della storia (The Angel of History: A Novel, 2016), Milano, Bompiani, 2017 traduzione di Licia Vighi ISBN 978-88-452-9360-3.
- Il lato sbagliato del telescopio (The Wrong End of the Telescope, 2021), Milano, La nave di Teseo, 2022 traduzione di Licia Vighi ISBN 978-88-346-0988-0.

### Racconti
- The Perv: Stories (1999)

## Premi e riconoscimenti
- 2002 Guggenheim Fellowship
- 2014 National Book Critics Circle Award: finalista con La traduttrice
- 2016 Prix Femina Étranger: vincitore con La traduttrice
- 2016 Lambda Literary Award nella categoria "Gay Fiction": vincitore con L'angelo della storia
- 2017 Arab American Book Award: vincitore con L'angelo della storia
- 2019 Premio Dos Passos
- 2022 Premio PEN/Faulkner per la narrativa: vincitore con The Wrong End of the Telescope[5]